# 栗雨街道
栗雨街道，中华人民共和国湖南省株洲市天元区下属的一个街道。

## 建制沿革
- 2005年，析泰山路街道置栗雨街道。

## 行政区划
栗雨街道下辖1个社区、4个村委会：
- 王家坪社区
- 栗雨村、南塘村、王家坪村、凿石村